# Arnod
Arnod fou un principat de l'Índia, un jagir de Pratabgarh al Rajasthan. El va fundar a finals del segle XVIII el príncep Lal Sing, fill de maharawat Salim Singh de Pratabgarh (que va cedir el jagir al seu fill); els sobirans, de la dinastia Ranawat dels Sisòdia van portar el títol de maharajàs.

## Llista de sobirans
- Lal Soing
- Arjun Singh.
- Kushal Singh, ?-1858
- Raghunath Singh, 1858-1890, heretà Pratapgarh el 1890 (va governar fins al 1929)
- Desconegut, 1890-1901.
- Goverdhan Singh, 1901-1949.